# Gerbera
Gerbera este un gen de plante din familia Asteraceae, ordinul Asterales.

## Imagini

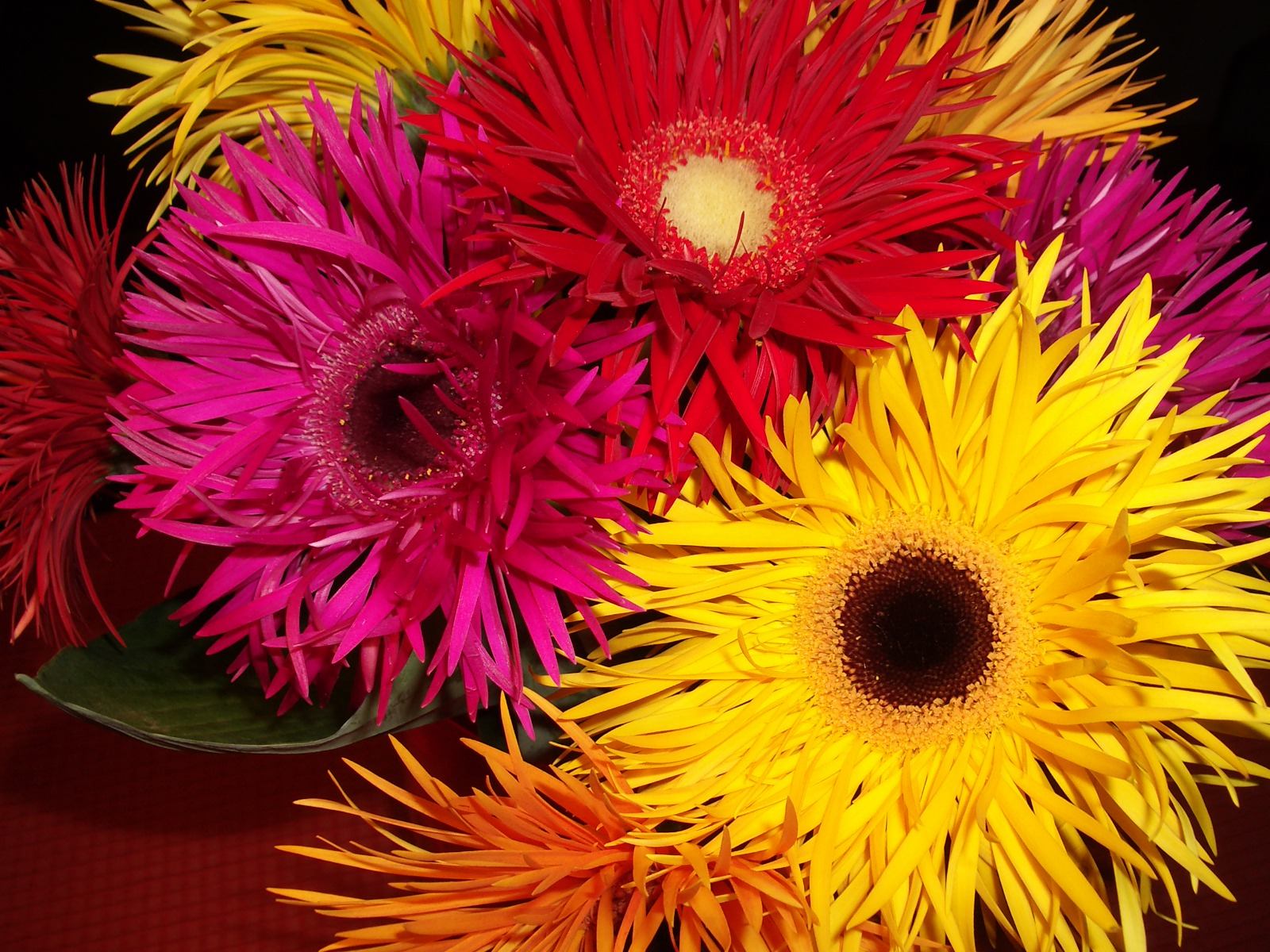
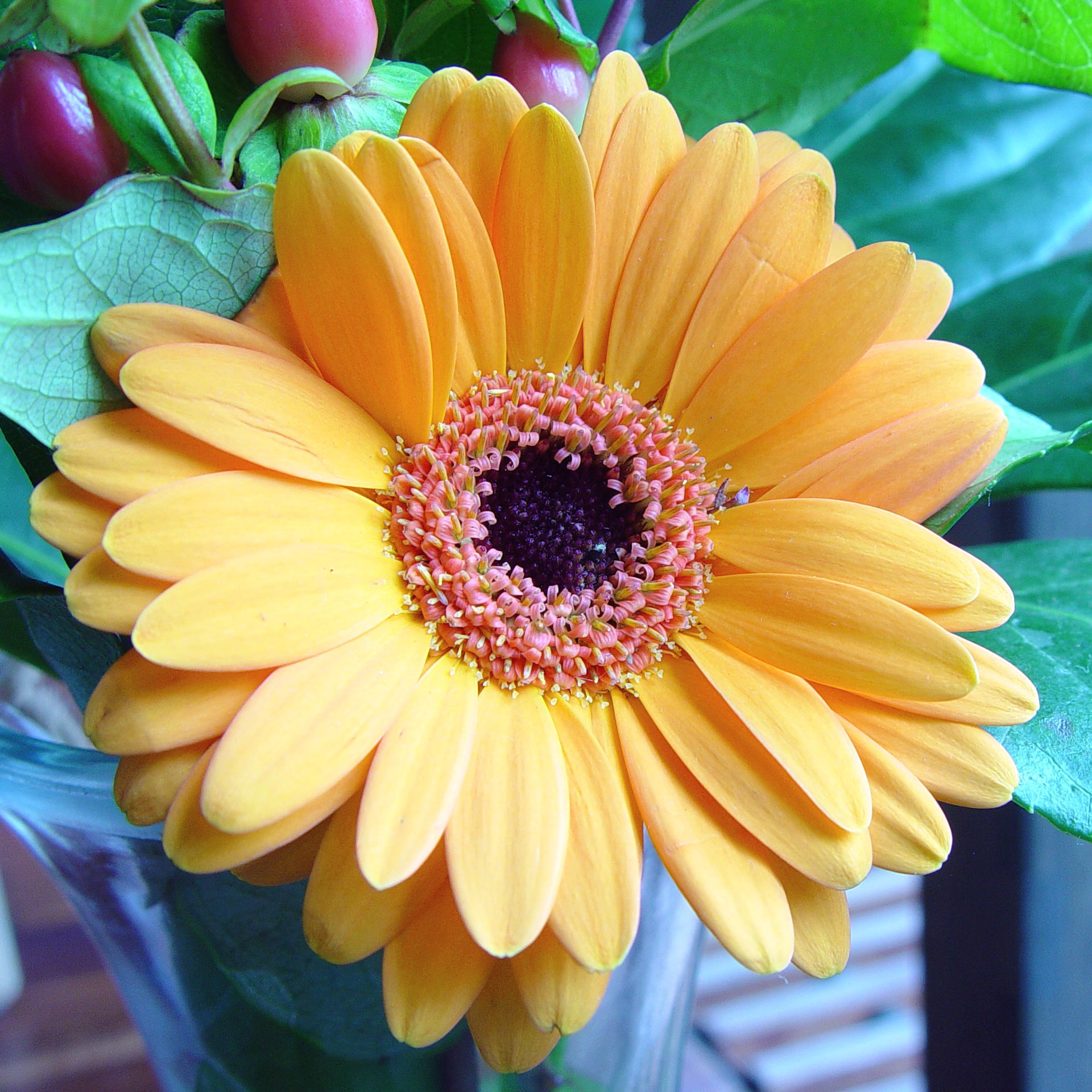
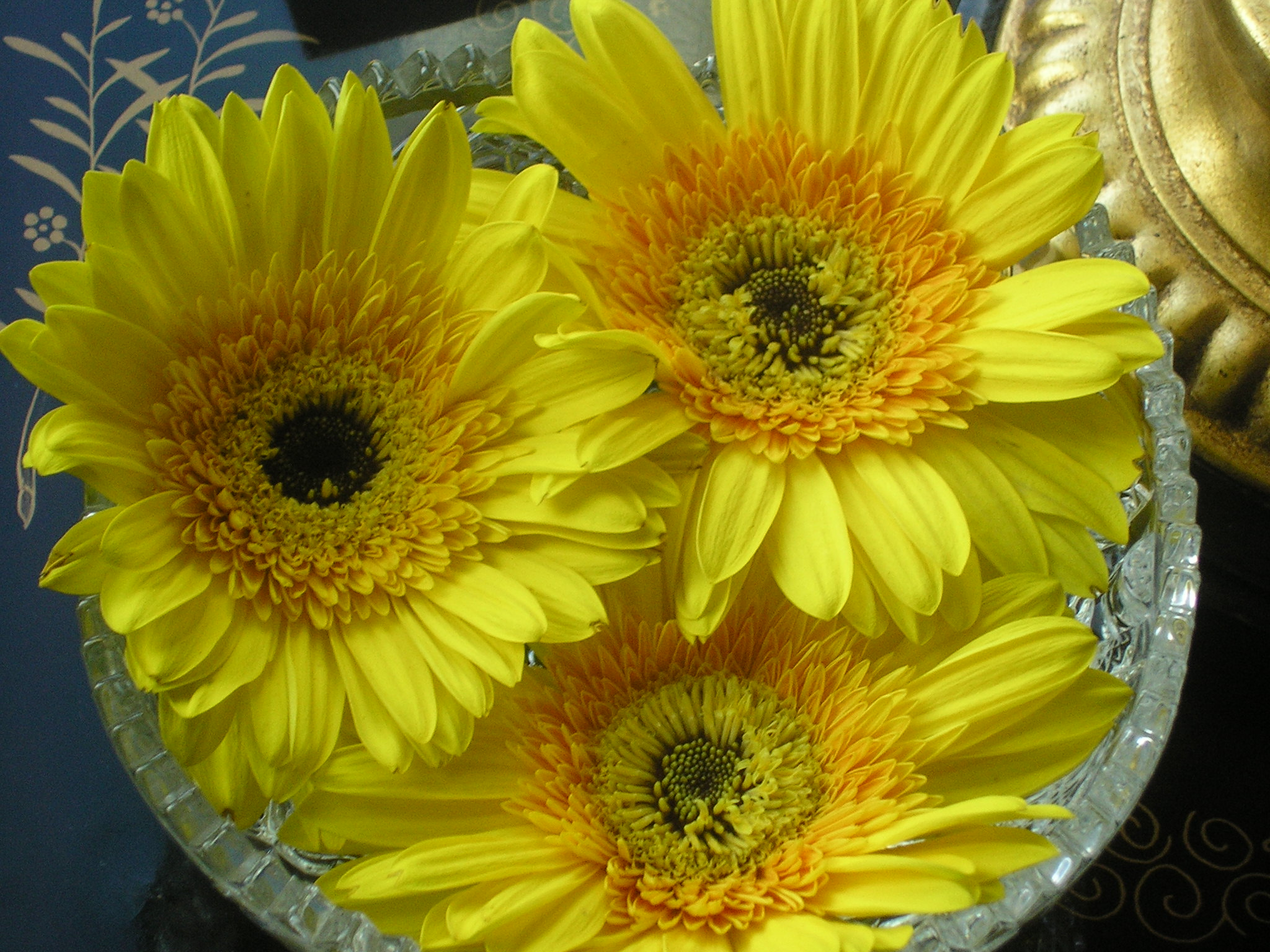
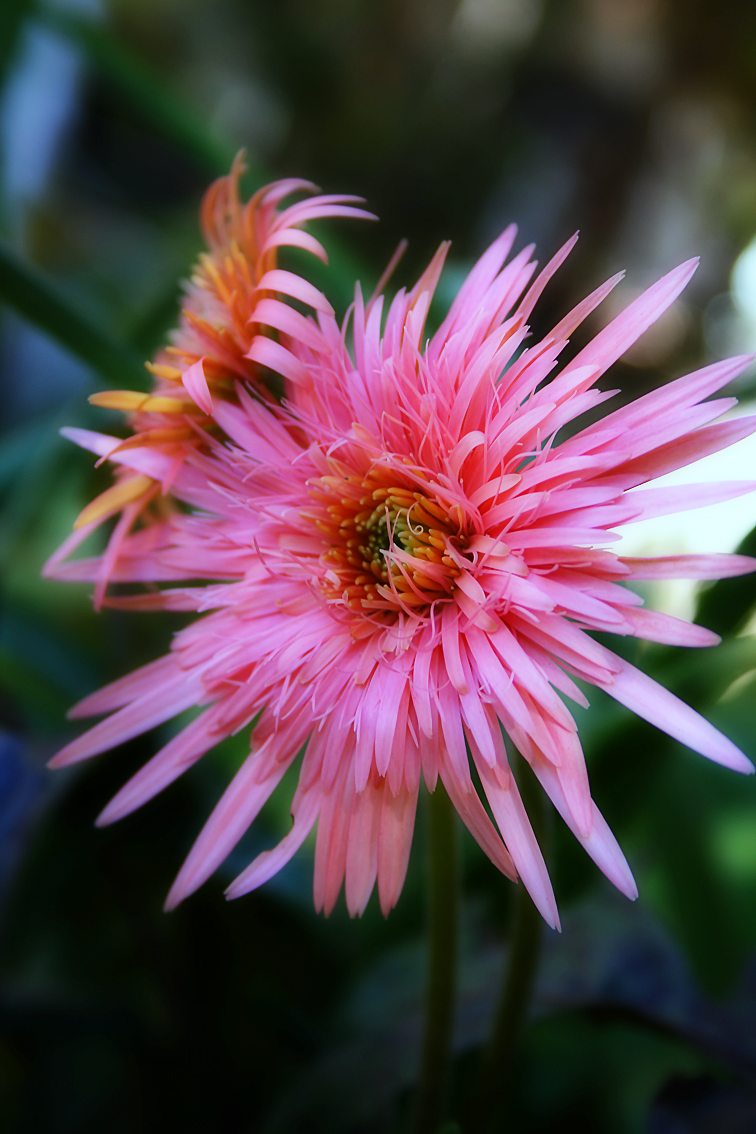

## Caractere morfologice
- Tulpina

- Frunza

- Florile

- Semințele